# Weintrauboa denticulata
Espèce
Weintrauboa denticulata est une espèce d'araignées aranéomorphes de la famille des Linyphiidae.

## Distribution
Cette espèce est endémique du Hubei en Chine,. Elle se rencontre dans le district de Yuelu.

## Description
Le mâle holotype mesure 5,63 mm.

## Systématique et taxinomie
Cette espèce a été décrite par Gao, Irfan et Wang en 2025.

## Publication originale
- Gao, Irfan & Wang, 20259 : « Three new species of the genus Weintrauboa Hormiga, 2003 (Araneae, Linyphiidae) from China. » ZooKeys, vol. 1236, p. 185-196 (texte intégral).